# Демократическа партия (САЩ)
Вижте пояснителната страница за други значения на Демократическа партия.
Демократическата партия (на английски: Democratic Party) е американска партия, която е основана на 8 януари 1828 г., тя е една от двете основни политически партии в САЩ заедно с Републиканската партия. Демократическата партия е основана със сегашното си име от Андрю Джаксън, но води началото си от Томас Джеферсън и Демократическо-републиканската партия през 1792 г. Демократическата партия е със седалище Вашингтон.

## Идеология
Днес ДП се заявява като социално-либерална. До последните десетилетия на XX век включва силно консервативно и популистко крило, свързано с аграрния Юг, което с течение на времето е намалило значението си. Днес преобладават прогресистите и центристите. От януари 2019 г. председател на Камарата на представителите на Съединените щати е Нанси Пелоси.